# BelAZ

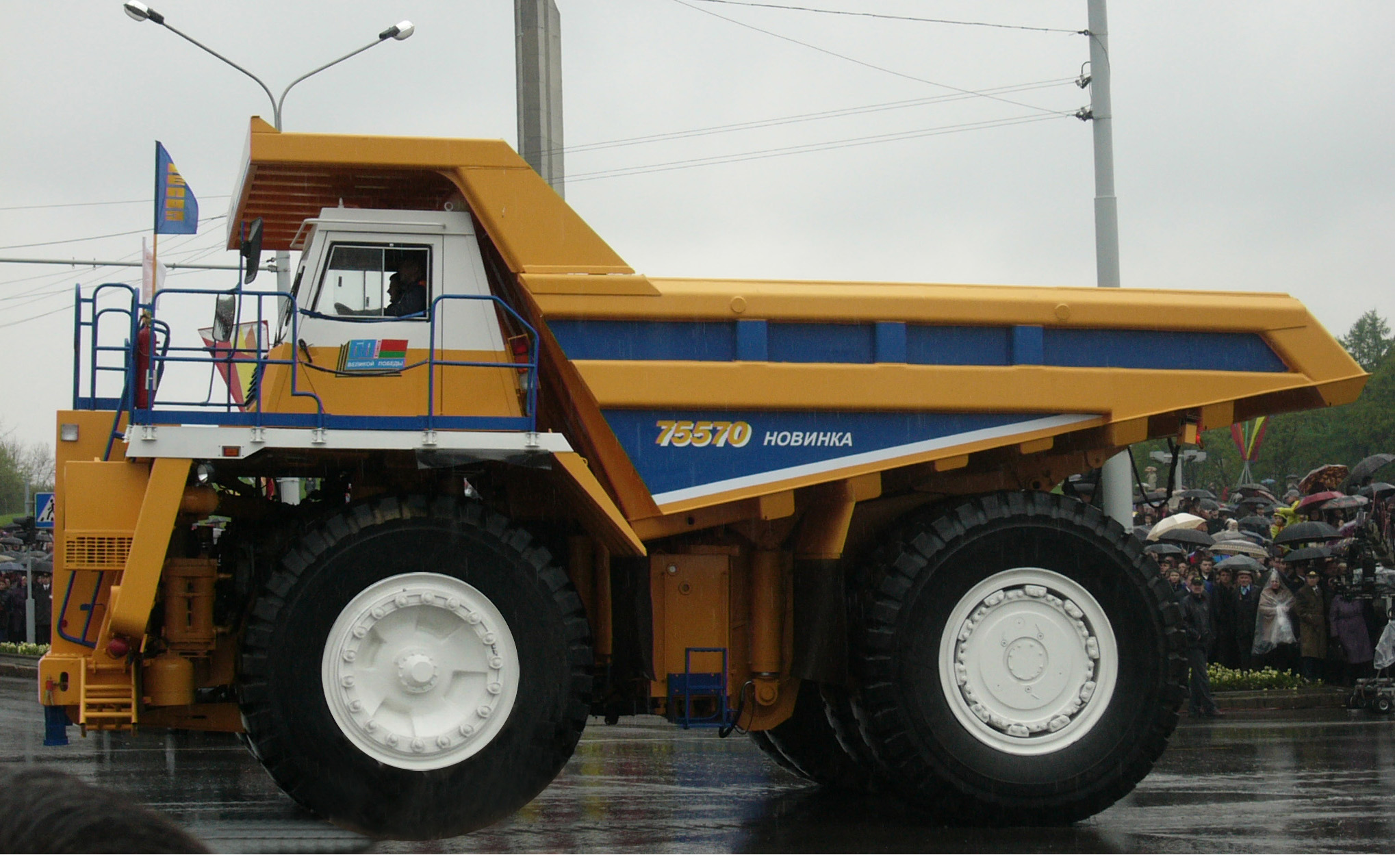
Tombereau rigide minier BelAZ 75570 (CU=90 t).

L’usine automobile biélorusse (biélorusse : Беларускі аўтамабільны завод ou БелАЗ, romanisé : Belaruski  autamabilny zawod ou BelAZ) est un constructeur biélorusse d’engins miniers, pour travaux métallurgiques, de tracteurs aéroportuaires, de wagons de marchandises et autres véhicules, basé à Jodzina, une ville de la voblast de Minsk. L’entreprise a été fondée en 1948.

## Production
L’entreprise a produit plus de 130 000 camions miniers à benne basculante, fournissant plus de 70 pays à travers le monde ; cette gamme de camions s’étend de 30 à 450 t de charge utile et représente le tiers de la production mondiale.

### BelAZ 75601
Le tombereau rigide géant BelAZ 75601, apparu en 2010, est mû par un V20 Diesel de 2 800 kW, ce qui le place parmi les plus puissants au monde ; il affiche 360 t de charge utile et concurrence le Liebherr T 282B. Comme les autres tombereaux BelAZ, il peut opérer sous toutes les latitudes, dans des conditions minières difficiles (de −50 à +50 °C).

### BelAZ 75710
Le tombereau rigide géant BelAZ 75710, apparu en 2012, est mû par deux moteurs V16 de 76 litres de cylindrée développant chacun 2 330 ch ainsi qu'un couple de 9 313 N m pour une consommation unihoraire de 550 l de gazole. Ces diesels ne sont pas des moteurs de traction directe: ils servent de générateurs à quatre moteurs électriques Siemens de traction (un par moyeu de roue) délivrant une puissance unitaire de 1 600 ch soit un total de 6 400 ch. D'un poids en ordre de marche de 450 t, ce camion a une charge utile de 450 t, mais son record, homologué par le livre Guinness est de 503,5 t transportées lors d'essais chez le constructeur en janvier 2014. Aucun tombereau géant ne rivalise depuis (septembre 2020) avec ce colosse. Seuls trois exemplaires ont été produits.